# Давыдычев, Лев Иванович
Лев Иванович Давыдычев (1 января 1927, Соликамск — 24 ноября 1988, Пермь) — русский советский детский писатель. Заслуженный работник культуры РСФСР.

## Биография
Лев Давыдычев родился 1 января 1927 года в одном из древнейших городов Урала — Соликамске в семье служащего. Его мать работала в книжной торговле и с самого раннего детства приобщила сына к чтению. Детство будущего писателя прошло в окружении книг, которые члены семьи не просто читали, но и активно обсуждали, высказывали своё мнение. В 1939 году семья переехала в Пермь. После окончания семилетней школы, Лев Давыдычев поступил в Пермский нефтяной техникум, чтобы стать геологом. В техникуме Давыдычев сделал первые шаги в журналистской деятельности. Он был редактором газеты геологов «Побежалось» и сатирического журнала техникума «Псевдоморфоза по Крокодилу». В 1942 году юноша проходил практику в поисковом отряде геологической партии, работал техником-оператором на буровой установке в Краснокамске. В 1945 году Лев Иванович окончил техникум и был распределён в группу исследования скважин треста «Краснокамскнефть», Краснокамском нефтепромысле. Около года он работал на Северокамском месторождении, где была получена первая в Прикамье девонская нефть. В 1946—1952 годах заочно учился на историко-филологическом факультете Пермского университета. В это время он становится репортёром в областной газете «Звезда», в которой некогда работал Аркадий Гайдар. Также во время учёбы Лев Давыдычев писал небольшие заметки для молодёжной газеты «Большевистская смена», редактировал производственно-техническую литературу в Пермском книжном издательстве, заведовал отделом в редакции газеты «Молодая гвардия». В 1949 году «Звезда» опубликовала рассказ молодого автора, а впечатления о работе на нефтепромысле вылились в небольшую повесть «Бутылочка нефти», которую опубликовал альманах «Прикамье» в 1950 году. Учёба в университете подсказала ему тему повести о студентах-филологах «Горячие сердца», а работа в редакции дала материал для повести из жизни молодых журналистов «Трудная любовь». Первую книгу для детей — сборник рассказов «Волшебник дачного посёлка» Лев Давыдычев издал в 1952 году. Известность к молодому писателю пришла в 1954, после публикации доброй, поучительной сказки для дошкольников «Как медведь кашу ел». А в 1957 году очень популярной стала повесть для подростков «Друзья мои, приятели». В 1962 году увидела свет книга «Многотрудная, полная невзгод и опасностей жизнь Ивана Семенова, второклассника и второгодника». Небольшая повесть, посвященная нескольким дням жизни неутомимого фантазёра, вруна и бездельника Ивана Семёнова, стала одной из самих любимых советскими школьниками. Произведения Льва Ивановича печатались в журналах: «Урал», «Уральский следопыт», «Юность», «Вечерняя Пермь». Произведения Льва Давыдычева были изданы в Венгрии, Польше, Чехословакии, Болгарии и других зарубежных странах. Знаменитый итальянский писатель Джанни Родари пригласил его в Италию, но поездка не состоялась.
Неоднократно был избран ответственным секретарём Пермской областной писательской организации. Был членом правления Союза писателей РСФСР. Член Союза писателей СССР с 1956 года.
За литературные достижения в 1971 году награждён медалью «За доблестный труд в ознаменование 100-летия со дня рождения Владимира Ильича Ленина» и орденом «Знак Почёта», в 1977 году — Почётной грамотой Президиума Верховного Совета РСФСР. В 1985 году присвоено почётное звание «Заслуженный работник культуры РСФСР».
Умер в 1988 году. Похоронен на Южном кладбище.

## Произведения

### Романы и повести
- Горячие сердца. Повесть. Молотов, 1953.
- Трудная любовь. Повесть. Молотов, 1955.
- Друзья мои — приятели, или Повесть о том, как жили ребята в Нижних Петухах. Повесть. Пермь, 1957.
- Многотрудная, полная невзгод и опасностей жизнь Ивана Семёнова, второклассника и второгодника. Повесть. Пермь, 1962.
- Лёлишна из третьего подъезда. Повесть. 1963.
- Руки вверх! или Враг № 1. Роман. Пермь, 1969.
- Повести. Свердловск, 1972.
- Случайный спутник. Повесть. Пермь, 1975.
- Друзья мои, приятели. Роман и повести. Пермь, 1976
- Дядя Коля — поп Попов — жить не может без футбола. Повесть. Пермь, 1979.
- Эта милая Людмила: роман для детей и некоторых родителей. Пермь 1980.
- Генерал-лейтенант Самойлов возвращается в детство: роман для детей среднего возраста. Пермь:1985

### Сказки
- Как медведь кашу ел. Сказка (1954)

- Мой знакомый воробей (1960)
- О мышке с золотым хвостиком…
- Генерал Шито-Крыто

### Рассказы
- Умная профессия: (1949)
- Вратарёнок. (1950)
- Рассказы о русском первенстве (1951)
- Бутылочка нефти. (1952)
- По верной тропе. (1953)
- Приказ командира (1958)
- Случайный спутник (1958)
- В затоне; Разбойница Нюрка: (1960)
- Заваруха (1964)
- Мамино слово. (1965)
- Витькина сестра: (1966)
- Тринадцать черных кошек.(1967)
- Возьми её с собой: (1970)
- Капризный Вася и послушный пёс Атос. (1970)
- Дочь революции (1970)
- Старик и его самая большая любовь. (1971)
- Симка-Сима-Серафима. (1973)
- Жора Суслов и его красивые женщины. (1973)
- Любка-шоферка. (1974)
- Любовная драма на Промплощадке во время войны. (1974)
- Петровна (1978)
- Веточка (1979)
- Обыкновенные любовники (1980)
- Чумазый Федотик (1982)
- Как я написал гениальную строку (1983)
- Письмо маме. (1986)
- Свет в конце дня : рассказ (1987)
- Милый Базиль (1989)

### Сборники
- Ткань жизни Сборник рассказов (1951)
- Волшебник дачного посёлка (1952)
- У звонких ручьев (1953)
- Почему плакала девочка: Три тетради рассказов (1959)
- Чужой чемодан (1959)
- Гул дальних поездов: Пять тетрадей рассказов (1961)
- Старик и его самая большая любовь (1965)
- Душа не на своём месте: Семь тетрадей рассказов (1965)
- Повести.(1972)
- Случайный спутник: повести и рассказы. Пермь: (1975)
- Самойлов Петр Петрович задумал что-то совершенно невероятное и как по вине этого самого Вовки Краснощекова все и сорвалось. Сборник рассказов, стихов и очерков для детей среднего возраста. (1975)
- Самое длинное мгновение. М., Современник, (1977)
- Повести и рассказы. Пермь: (1978)
- Рассказы : Бабушка моя Евдокия Матвеевна. Луна и Оля. Один страшный секретик бабуленьки Марионэллы. Ябеда-беда-беда и беда-беда-ябеда. Урал. (1981)
- Чумазый Федотик (1983)
- Самое длинное мгновение: повести и рассказы. Пермь (1988)

## Экранизации
- Иван Семёнов: Школьный переполох (2022)
- Три с половиной дня из жизни Ивана Семёнова второклассника и второгодника (1966)
- Цирк у меня дома (1978)
- Руки вверх! (1982)

### Мультфильмы
- Жизнь и страдания Ивана Семёнова, 1964
- Приключения Чипа, 1979
- Петькины трюки (по книге «Лёлишна из третьего подъезда»), 1980

## Театральные постановки
- «Страсти по Ивану Семёнову», опера Дмитрия Батина, Пермский музыкальный театр «Орфей» — 2007 г.
- «Лёлишна из третьего подъезда», кукольный, Пермский театр кукол — 2022 г.
- «Иван Семёнов: самое время мечтать», мюзикл, Арт-Центр «КлаSSный мюзикл», г. Пермь — 2023 г.